# جبل الكنائس
جبل الكنائس يقع بالقرب من قرية الكنائس في حماة في سوريا. يبلغ ارتفاعه 1259 م، يقع في المرتبة 1 ضمن قائمة أعلى جبال حماة وفي المرتبة 165 ضمن قائمة أعلى جبال سوريا.